# ياقوت خان
كان قاسم ياقوت خان المعروف أيضًا باسم ياقوت شيخجي ويعقوب خان وسيدي يعقوب أميرالًا بحريًا ومديرًا لقلعة جانجيرا الذي خدم أولاً في عهد سلطنة بيجابور ثم في عهد سلطنة مغول الهند. 

## عائلة
وُلِد في عائلة هندوسية من قبيلة كولي وهي عائلة باتيل من غوهاجار.  لقد تم اختطافه في سن مبكرة ونشأ فيما بعد في عائلة شيديّة مسلمة. هناك اعتنق الإسلام وحصل على اسمه الجديد قاسم خان وبعد أن أصبح أميرالًا لبحرية مغول الهند، أطلق عليه السلطان المغولي أورنكزيب لقب ياقوت خان.  

## سيرة
عين حاكم سلطنة بهماني ياقوت خان ثانيدار أو أميرال جزيرة داندا راجبوري.  وفي مقابل خدماته، حصل ياقوت خان على ثلث عائدات مدينة سورات.  وقد سُجِّل أن ياقوت خان كان يمتلك عددًا كبيرًا من العبيد والأتباع، بينما كان يلعب أيضًا دورًا مهمًا في السياسة في سورات.  بعد فترة من الوقت مع شقيقه، خيرت خان، استغل ياقوت سقوط حاكم بيجابور وقاد الشيديين إلى تأكيد السيطرة على حصن جزيرة مورود-جانجيرا المنيع. 
في مرحلة ما، تم تعيين ياقوت خان نوابًا لدولة جزيرة جانجيرا. 
في عام 1600، سُجِّل أن ياقوت خان احتل حصن أسيرجاره من سلالة فاروقي، أثناء صراع الأخيرة ضد سلطنة مغول الهند.    ابن ياقوت خان، مقرب خان حبشي، الذي عمل أيضًا قائدًا مغوليًا، ورافق مهمة المبعوثين لتسوية استسلام منطقة خانديش من سلالة فاروقي. 
في أكتوبر 1672، دخل خان الجزر السبع في بومباي وهاجم الماراثا الذين كانوا في حالة حرب معهم. عاد الخان في العام التالي، في 10 أكتوبر 1673، بعد تدمير مدينتي بن وناغوثاني.  كان سيدي ياقوت، إلى جانب سيدي خيرت خان، وسيدي سامبال، قد أنقذوا البرتغاليين في وقت سابق من الماراثا الذين تركهم سامبهاجي في تشاول. وفي المقابل، تمتعوا بعلاقة ودية في ظل المناخ السياسي المتوتر. 
في عام 1689، أمر سلطان مغول الهند أورنكزيب ياقوت خان بمهاجمة بومباي للمرة الثالثة بعد الاستيلاء على السفن الهندية التي كانت تبحر إلى سورات في عام 1686 ( حرب شايلد ). في أبريل 1689، حاصر الأسطول المغولي القوي القادم من جانجيرا بقيادة سيدي يعقوب وطاقم من المابيلا والأحباش التحصين البريطاني إلى الجنوب.    وصلت هذه الحملة إلى سيوري ومزاجاون مع 20 ألف جندي بقيادة سيدي ياقوت. 
وبعد عام من المقاومة، استسلم الإنجليز، وفي عام 1690 ناشد الحاكم البريطاني السير جون تشايلد أورنكزيب. في فبراير 1690، وافق مغول الهند على وقف الهجوم مقابل 150 ألف روبية (أكثر من مليار دولار أمريكي بأسعار الصرف لعام 2008) وطرد تشايلد.  ومع ذلك، أدى موت تشايلد في عام 1690 إلى هروبه من العار المتمثل في الطرد من العمل. 
غاضبًا من الاتفاقية، سحب قواته في 8 يونيو 1690 بعد تدمير حصن مازاجاون. 
وفي وقت لاحق، استولى القراصنة هنري إيفري وتوماس تيو على سفينة جانج-آي-ساواي وسفن مغولية أخرى.  </link> تم الاستيلاء على أحد حصون الماراثا بعد أن منح العفو للحامية. تم قتل الرجال الأسرى. 
توفي خان في عام 1733. 